# Farol de Câmara de Lobos
O Farol de Câmara de Lobos é um farolim português que se localiza no município Câmara de Lobos na ilha da Madeira. Instalado no cimo de um promontório a oeste do porto, a cerca de 7 km a oeste do Funchal.